# Catherine Lachens
Cet article possède un paronyme, voir Catherine Lachance.
Pour les articles homonymes, voir Lachens.
Catherine Lachens est une actrice française, née le 2 septembre 1945 à Boulogne-Billancourt et morte le 27 septembre 2023 à Paris 14e.

## Biographie

### Jeunesse et études
Catherine Jeanne Lachens naît le 2 septembre 1945 à Boulogne-Billancourt,. Elle a un frère jumeau, Éric (1945-1989), photographe et peintre.
Après un tour d'Europe en stop et à mobylette de près d'un an et demi, elle s'inscrit aux cours de Jean Périmony (1968-1969), puis de Jean-Laurent Cochet (1970-1971). Elle entre au Conservatoire national de Paris, où elle a pour professeurs, entre autres, Robert Manuel, et Antoine Vitez. Elle a pour camarades de promotion Francis Huster, Nathalie Baye et Jacques Villeret. Elle en sort, fait extrêmement rare, dès sa deuxième année en 1972, avec trois premiers prix (classique, contemporain et étranger). Elle obtient également un premier prix de diction.

### Carrière
Tout en exerçant différents petits métiers (responsable des questionnaires à la régie Renault, ouvreuse au cinéma Le Palace, « déchargeuse » de cageots aux Halles la nuit, etc.), elle fait ses débuts au cinéma en 1973 sous la direction de Nina Companeez dans L'Histoire très bonne et très joyeuse de Colinot trousse-chemise (le film marque la dernière apparition sur un plateau de cinéma de Brigitte Bardot). Elle joue parallèlement au théâtre dans La Mandore de Romain Weingarten, mise en scène Daniel Benoin, et  Folies bourgeoises de et mis en scène par Roger Planchon.
À l'aise dans le registre de la comédie, elle tourne quatre fois sous la direction de Georges Lautner, mais aussi de Philippe de Broca, Pierre Richard, Jean Yanne, Claude Zidi, Pierre Tchernia, Paul Vecchiali, Yves Boisset, Claude Chabrol, etc. Grande bourgeoise, épouse délaissée, prostituée au grand cœur, directrice d'école ou maîtresse passionnée, elle enchaîne au cinéma et à la télévision les rôles les plus divers, du film policier (Flic Story, Mort d'un pourri) à la comédie légère (Silence… on tourne !, Les Deux Crocodiles, Gazon maudit), de l'étude de mœurs (Le Divorcement, La Vie dissolue de Gérard Floque, Rosa la rose, fille publique) au drame (Deux Lions au soleil, L'Arrestation, Le Toubib), en passant par le film d'aventure (Le Prix du danger).
Au théâtre, elle alterne grands classiques et « curiosités » contemporaines, passant de Molière à Jean Genet, de Feydeau à Max Frisch, de Kafka à Audiberti, de Racine à Ionesco sous la houlette de metteurs en scène de renom : David Esrig, Marcel Maréchal, Andrzej Wajda, Jean-Pierre Miquel, Jacques Rosner, Daniel Mesguich, etc. Des expériences qui l'emmènent, à travers l'Europe et jusqu'en Russie. Elle a comme « marraine » de théâtre Pascale de Boysson, partenaire à la ville comme à la scène de Laurent Terzieff.
À la télévision, elle est une invitée récurrente de L'Académie des neuf dans les années 1980, puis de son successeur, Le Kadox, à la fin des années 1990. Elle apparaît également dans les séries Navarro, Sous le soleil ou encore Scènes de ménages.
Sa vie est jalonnée de rencontres. Gena Rowlands, Salvador Dalí (qui aime l'entendre lire ses propres textes et en a fait sa lectrice particulière - la surnommant son « lion liseur »), ou Federico Fellini, rencontré à Cinecittà alors qu'elle tourne Rouge Venise (1988) et avec lequel elle entretient une correspondance.
Elle s'essaie également à la sculpture sous l'égide de Noor Zade Brener et participe à plusieurs expositions : à la fondation Charles-Bassompierre, à l'hôtel du Louvre, au Palais des congrès, à la Maison de la Radio, à la galerie Paradis, aux côtés d'autres artistes de la profession, comme Anny Duperey, Sapho, Serge Reggiani, Michèle Morgan, Renaud ou encore Amanda Lear.
Elle reçoit à Puget-Théniers (Alpes-Maritimes), le 22 juillet 2016, le « Prix Reconnaissance des cinéphiles » par l'association « Souvenance de Cinéphiles » pour l'ensemble de sa carrière.

### Mort

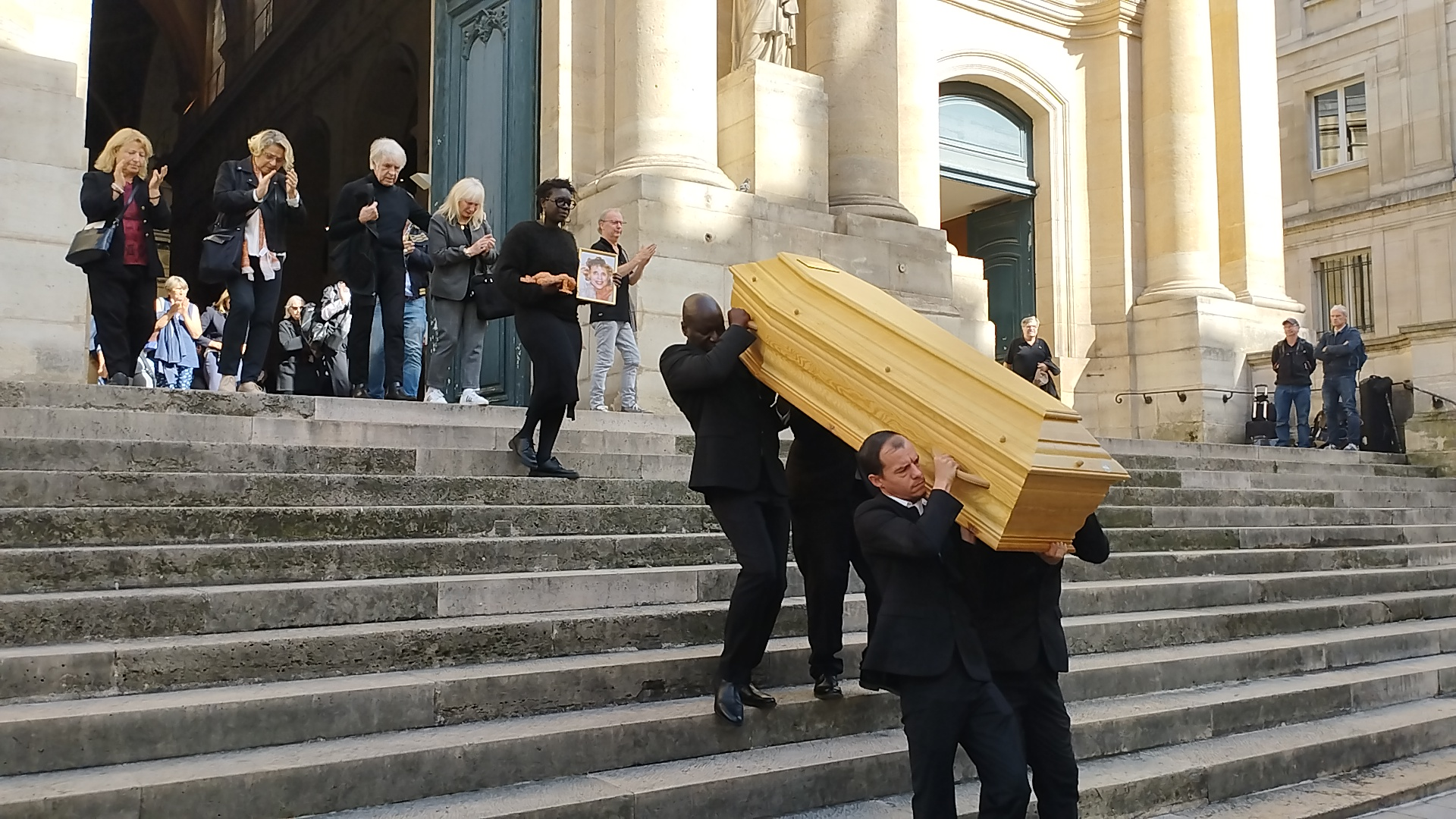
Obsèques de Catherine Lachens à l'église Saint-Roch à Paris.

Catherine Lachens meurt le 27 septembre 2023 à l'âge de 78 ans d'un cancer. Ses obsèques ont lieu le 7 octobre 2023 à l'église Saint Roch, paroisse parisienne des artistes. Elle est inhumée au cimetière de Céret (Pyrénées-Orientales).

## Théâtre
- 1972 : Le Château de Franz Kafka, mise en scène Daniel Mesguich, Conservatoire national supérieur d'art dramatique
- 1974 : La Mandore de Romain Weingarten, mise en scène Daniel Benoin, théâtre Daniel-Sorano
- 1974 : Folies bourgeoises de Roger Planchon, mise en scène de l'auteur, Comédie de Saint-Étienne
- 1976 : Folies bourgeoises de Roger Planchon, mise en scène de l'auteur, théâtre de la Porte-Saint-Martin
- 1976 : Le Genre humain de Jean-Edern Hallier, mise en scène Henri Ronse, Espace Cardin
- 1978 : Le Malade imaginaire, de Molière, mise en scène Marcel Maréchal, La Criée, théâtre de l'Est parisien
- 1980 : Ils ont déjà occupé la villa voisine de Stanisław Ignacy Witkiewicz, mise en scène Andrzej Wajda, Maison de la culture de Nanterre
- 1980 : Du côté des îles de Pierre Laville, mise en scène Jacques Rosner, théâtre national de l'Odéon
- 1980 : Le Fleuve rouge de Pierre Laville, mise en scène Marcel Maréchal, La Criée (Théâtre national de Marseille), théâtre national de Chaillot, TNP Villeurbanne, théâtre national de Strasbourg
- 1982 : Dylan de Sydney Michael, mise en scène Jean-Pierre Granval, La Criée
- 1984 : Le Malade imaginaire de Molière, mise en scène Marcel Maréchal, La Criée
- 1985 : La Puce à l'oreille de Georges Feydeau, mise en scène Marcel Maréchal, La Criée
- 1991 : Le Balcon de Jean Genet, mise en scène Lluís Pasqual (es), Odéon-Théâtre de l'Europe
- 1992 : Le Prix Martin d'Eugène Labiche, mise en scène Daniel Benoin, tournée en Suisse

## Filmographie

### Cinéma
- 1972 : What a Flash! de Jean-Michel Barjol : une participante
- 1973 : L'Histoire très bonne et très joyeuse de Colinot trousse-chemise de Nina Companeez : la paysanne
- 1974 : Ariane de Pierre-Jean de San Bartolomé (inédit) : Erato
- 1975 : Flic Story de Jacques Deray : Jenny
- 1975 : L'Incorrigible de Philippe de Broca : la fille au bureau des éducateurs
- 1975 : La Bulle de Raphaël Rebibo : Lola Lamaret
- 1976 : Attention les yeux ! de Gérard Pirès : Laurence, dite Lolo, la scripte
- 1976 : Monsieur Albert de Jacques Renard : Roseline
- 1976 : Silence… on tourne ! de Roger Coggio : Paulette Fromenteau
- 1977 : Le Gang de Jacques Deray : Janine
- 1977 : Violette et François de Jacques Rouffio : Carla Isalvi
- 1977 : Dis bonjour à la dame de Michel Gérard : Madame Jeannot, la voisine
- 1977 : Monsieur Papa de Philippe Monnier : Mlle Carpentier
- 1977 : Mort d'un pourri de Georges Lautner : (non créditée)
- 1978 : La Jument vapeur de Joyce Buñuel : l'amie business-woman
- 1978 : Le Dernier Amant romantique de Just Jaeckin : une amie de Robert
- 1978 : L'Honorable Société d'Anielle Weinberger : Claudia
- 1978 : Ils sont fous ces sorciers de Georges Lautner : Thérèse Picard
- 1978 : Je suis timide mais je me soigne de Pierre Richard : la routière[3]
- 1979 : Flic ou Voyou de Georges Lautner : Simone Langlois[3]
- 1979 : Je te tiens, tu me tiens par la barbichette de Jean Yanne : l'assistante-réalisateur
- 1979 : Bête, mais discipliné de Claude Zidi : Ingrid Cochy
- 1979 : Le Divorcement de Pierre Barouh : Maître Larose, conseillère matrimoniale
- 1979 : Le Toubib de Pierre Granier-Deferre : Zoa
- 1979 : La Gueule de l'autre de Pierre Tchernia : Florence
- 1980 : Girls de Just Jaeckin
- 1980 : La Banquière de Francis Girod : Mme Radignac (coupée au montage)
- 1980 : Deux Lions au soleil de Claude Faraldo : Babette
- 1982 : T'es folle ou quoi ? de Michel Gérard : Louise, la journaliste météo
- 1982 : On s'en fout, nous on s'aime de Michel Gérard : la mère de Grégory
- 1983 : Une nouvelle chaîne d'Éric Bitoun (court métrage)
- 1983 : Le Prix du danger d'Yves Boisset : Madeleine
- 1983 : Ça va pas être triste de Pierre Sisser : commissaire Lanvin
- 1983 : Flics de choc de Jean-Pierre Desagnat : Barbara, la barmaid du Cormoran
- 1984 : La Bonne dose d'Éric Bitoun (court métrage)
- 1984 : Un amour de Swann de Volker Schlöndorff : la tante
- 1984 : Aldo et Junior de Patrick Schulmann : la dermatologue
- 1984 : Le Sang des autres de Claude Chabrol : Mme Grant
- 1986 : Rosa la rose, fille publique de Paul Vecchiali : « Quarante »
- 1987 : La Vie dissolue de Gérard Floque de Georges Lautner : la psychologue d'entreprise
- 1987 : Les Deux Crocodiles de Joël Séria : Greta, la femme du vétérinaire
- 1988 : In extremis d'Olivier Lorsac
- 1989 : Rouge Venise d'Étienne Périer : la Giro
- 1990 : Le Sixième Doigt d'Henri Duparc : Carole
- 1991 : Le Cri du cochon, d'Alain Guesnier :
- 1992 : La Belle Histoire de Claude Lelouch : la chasseuse de tête
- 1994 : Les Frères Gravet de René Féret
- 1995 : Gazon maudit de Josiane Balasko : Fabienne, la patronne du Sopha
- 1996 : Les Bidochon de Serge Korber : la directrice de l'agence matrimoniale[3]
- 1996 : Éxtasis de Mariano Barroso
- 1997 : Le Nègre de François Lévy-Kuentz (court métrage)
- 2000 : Il est difficile de tuer quelqu'un, même un lundi d'Éric Valette (court métrage) : la vieille
- 2000 : Les Morsures de l'aube d'Antoine de Caunes : rôle coupé au montage
- 2001 : Dernière séance de Vincent Garenq (court métrage) : Marick
- 2001 : Confession d'un dragueur d'Alain Soral : la femme au chapeau
- 2003 : Confessions de minuit de Pablo Guirado Garcia (court métrage) :
- 2004 : Un beau jour, un coiffeur de Gilles Bindi (court métrage) : la cliente du salon
- 2004 : À vot' bon cœur de Paul Vecchiali : Madame Bisance
- 2007 : Absence de Kevin Lecomte (court métrage) : la mère
- 2009 : Les Liqueurs d'Alice de Katia Scarton-Kim (court métrage) :
- 2012 : Bonjour madame, bonjour monsieur de Mohamed Fekrane (court métrage) : la voisine
- 2013 : Les Beaux Jours de Marion Vernoux : Sylviane
- 2015 : Pension complète de Florent-Emilio Siri : maman de François
- 2024 : Le Molière imaginaire d'Olivier Py : Marquise de Sablé

### Télévision

#### Téléfilms
- 1978 : Un professeur d'américain de Patrick Jeudy (téléfilm) : la femme du bordel
- 1981 : Le Fleuve rouge de Paul-Robin Banhaïoun : Hella / la femme à la harpe / Maria Petrovna
- 1982 : L'Amour fugitif (Bad Hats) de Pascal Ortega : Catherine
- 1982 : Le Petit Théâtre d'Antenne 2 : Quatre acteurs à bout de souffle de Jérôme Habans : Ava
- 1983 : Emmenez-moi au théâtre, épisode La Baye de Guy Seligmann : Jeanne
- 1983 : Pauvre Éros de Georges Régnier : Nicole
- 1985 : La Dérapade d'Étienne Périer
- 1988 : Un cœur de marbre de Stéphane Kurc : Mme Valenta
- 1989 : Personne ne m'aime de Bernard Dubois
- 1991 : Un amour de banquier (The Maid) de Ian Toynton : Catherine Olivier

#### Séries télévisées
- 1978 : Docteur Erika Werner de Paul Siegrist : Madeleine
- 1978 : Les Grandes Conjurations, épisode La Guerre des trois Henri de Marcel Cravenne : Madame de Sauve
- 1982 : Les Amours des années grises, épisode La Farandole d'Agnès Delarive : Véra
- 1982 : Messieurs les jurés, épisode L'Affaire Tromsé de Jean-Marie Coldefy : Colette Madame
- 1984 : Allô Béatrice de Jacques Besnard, épisode L'Affreux Séducteur : Alma de Pasqua
- 1985 : La Famille Bargeot
- 1985 : Le Vent du large de Marlène Bertin
- 1985 : Tendre comme le rock
- 1986 : Cinéma 16, épisode Comme un poisson sans bicyclette de Jean-Claude Charnay : Monique
- 1986 : Série rose : épisode Augustine de Villeblanche d'Alain Schwartzstein : la Comtesse
- 1986 : Maguy, épisodes Silence, hospitalité et Une Maguy... démagogue
- 1987 : Chahut-bahut de Jean Sagols : la directrice
- 1987 : Marc et Sophie de Stéphane Barbier et Jean-Guy Gingembre
- 1989 : L'Agence de Jean Sagols, épisode Le Médecin du prince
- 1989 : Le Retour d'Arsène Lupin, épisode La Camarade Tatiana de Daniel Besnard : Alicia
- 1989 : Les Pique-assiette de Michel Lucker
- 1990 : Série rose, épisode La Dame galante de Don Kent et Alain Schwartzstein : la comtesse
- 1992 : Poivre et Sel de Paul Siegrist
- 1994 : Placé en garde à vue, épisode Comme il vous plaira de Marion Sarraut
- 1995 : Navarro, épisode 46 Le Choix de Navarro de Nicolas Ribowski : Lise Mercier
- 1995 : Quatre pour un loyer
- 1996 : Jamais deux sans toi...t, La Preuve par trois (28) de Bernard Dumont, 103 Le Gendre idéal (103) et Le bonheur n'attend pas (127) de Dominique Masson : Macha Monterey
- 2001 : Mes pires potes, épisode Adieu Zouzou de Pascal Heylbroeck
- 2003 : Arzak Rhapsody de Jean Giraud : voix
- 2004 : Sous le soleil de Franck Buchter (ép. 10, 19 et 21) et d'Alain Choquart (ép. 39) : Madame Lépine
- 2005 : Vénus et Apollon, épisode Soin contre temps d'Olivier Guignard :
- 2015 : Scènes de ménages, épisode Enfin ils sortent de Francis Duquet : Évelyne